# Advanced Neutron Source
Die Advanced Neutron Source, kurz ANS, war ein Konzept für einen amerikanischen Forschungsreaktor, dessen konkrete Planung 1985 begann. Das Projekt wurde auf Vorschlag des Department of Energy 1996 wegen der ständig steigenden Kosten eingestellt. Die Kostenkalkulation zum damaligen Zeitpunkt belief sich auf etwa 2,9 Milliarden US-Dollar. Als Hauptgrund für die ständig steigenden Kosten wurde zuletzt insbesondere die Umstellung des ursprünglich auf hochangereichterm Uran (HEU) basierenden Designs auf ein Konzept mit schwach angereichertem Uran (LEU) im Rahmen des Reduced Enrichment for Research and Test Reactors-Programms (RERTR) angeführt.

## Auslegung
Der Reaktor war als starke Neutronenquelle konzipiert und nutzte Konzepte, die auf denen des High Flux Isotope Reactor und des HFR am Institut Laue-Langevin basierten. Er sollte einen maximalen Neutronenfluss von etwa 7,5 × 1015 n/(cm2 s) erzeugen und damit die derzeit (2/2010) intensivste Neutronenquelle, den HFR, um mindestens einen Faktor 5 übertreffen. Er war als Strahlrohrreaktor primär für Neutronenstreuexperimente ausgelegt, besaß allerdings auch weitreichende Möglichkeiten für die Isotopenproduktion.